# Iryna Heraščenko
Iryna Heraščenko (15. května 1971 Čerkasy) je poslankyně ukrajinského parlamentu za stranu Evropská solidarita. V roce 2000 jí bylo uděleno vyznamenání Zasloužilá novinářka Ukrajiny. Byla také první místopředsedkyní ukrajinského parlamentu a humanitární vyslankyní prezidenta pro minská mírová jednání ohledně války na východní Ukrajině.

## Vzdělání akariéra
Heraščenko se narodila 15. května 1971 v Čerkasy. V roce 1993 promovala na Katedře žurnalistiky Kyjevské univerzity.
Heraščenko nejprve pracovala jako novinářka pro televizi Inter a poté v letech 2005–2006 jako tisková mluvčí prezidenta Viktora Juščenka. V letech 2006–2007 byla předsedkyní Ukrajinské nezávislé informační agentury. V listopadu 2007 byla poprvé zvolena poslankyní za stranu Naše Ukrajina. V parlamentních volbách v roce 2012 kandidovala za Ukrajinskou demokratickou alianci za reformy Vitalije Klička.
V červnu 2014, během války na východní Ukrajině, byla Heraščenko jmenována vyslankyní Petra Porošenka pro jeho Mírový plán pro východní Ukrajinu. V ukrajinských parlamentních volbách v roce 2014 byla do parlamentu znovuzvolena za Blok Petra Porošenka. Poté se stala předsedkyní parlamentního výboru pro záležitosti evropské integrace. 14. dubna 2016 byla zvolena první místopředsedkyní ukrajinského parlamentu. V ukrajinských parlamentních volbách byla do parlamentu znovuzvolena za Evropskou solidaritu.